# Natumingka
Natumingka is een bestuurslaag in het regentschap Toba Samosir van de provincie Noord-Sumatra, Indonesië. Natumingka telt 376 inwoners (volkstelling 2010).